# 戈梅塞略
戈梅塞略，是西班牙卡斯蒂利亚-莱昂萨拉曼卡省的一个市镇。 总面积21平方公里，总人口520人（2001年），人口密度25人/平方公里。